# Pat Miletich
Patrick Jay 'Pat' Miletich  (Davenport, 9 maart 1966) is een Amerikaans sportverslaggever en voormalig MMA-vechter. Hij was van oktober 1998 tot mei 2001 de eerste UFC-wereldkampioen in het weltergewicht (tot 77 kilo). Miletich is de grondlegger van Miletich Fighting Systems, een opleidings- en trainingsteam voor MMA-vechters.

## Carrière
Miletich werd geboren in de Verenigde Staten als laatste van vijf kinderen van ouders van Kroatische afkomst. Hij begon in zijn jeugd met worstelen en speelde op school American football. Hij ging zich vanaf zijn 26e bezighouden met MMA, begon met karate en Braziliaans jiujitsu. In oktober 1995 kwam hij voor het eerst uit in een MMA-partij. Hij versloeg die dag Yasunori Matsumoto door middel van submissie (rear-naked choke).
Miletich won de eerste vijftien partijen van zijn carrière allemaal, waarvan veertien middels submissie (verwurging of houdgreep), knock-out (KO) of technisch knock-out (TKO). Matt Hume was in maart 1997 de eerste die hem versloeg, door middel van TKO. Miletich boekte nog twee overwinningen en een gelijkspel, waarna hij op 13 maart 1998 debuteerde op een evenement van de UFC. Hij versloeg die dag zowel Townsend Saunders (verdeelde jurybeslissing) als Chris Brennan (submissie). Daarmee won hij het UFC 16 Welterweight Tournament. Een UFC-titel voor weltergewichten was er nog niet.
Toen de UFC op 16 oktober 1998 voor het eerst een wereldtitel in het weltergewicht instelde, mocht Miletich hiervoor strijden tegen Mikey Burnett. Hij versloeg hem op basis van een verdeelde jurybeslissing. Hij behield zijn titel vervolgens vier keer, tegen Jorge Patino (unanieme jurybeslissing), André Pederneiras (TKO), de latere King of the Cage-kampioen John Alessio (submissie) en Kenichi Yamamoto (submissie). Tussen deze partijen door vocht Miletich ook vijf wedstrijden bij andere bonden. Hiervan verloor hij er wel drie. Carlos Newton nam Miletich op 4 mei 2001 uiteindelijk zijn UFC-titel af (submissie).
Miletich vocht na het verlies van zijn UFC-titel nog vier partijen, waarvan hij er twee won en twee verloor.

## Miletich Fighting Systems
Miletich begon in 1997 Miletich Fighting Systems (MFS). Hiervan waren onder anderen Matt Hughes, Robbie Lawler en Tim Sylvia lid.